# Macrolobium
Macrolobium là một chi thực vật có hoa trong họ Đậu.